# Madagascar Airlines

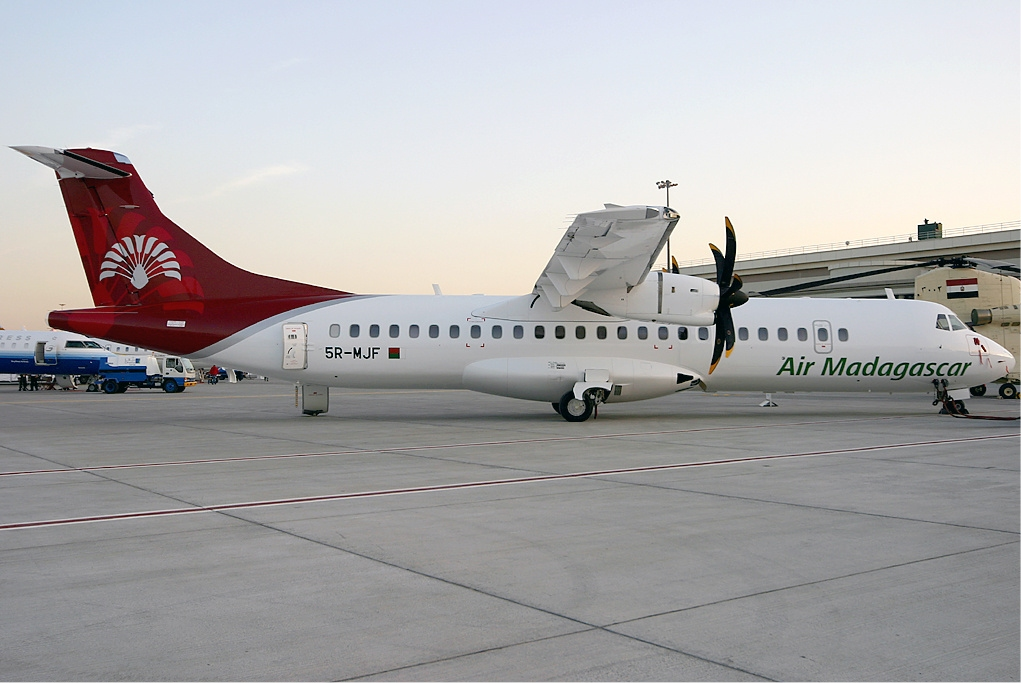
ATR 72-500 de Air Madagascar en el Aeropuerto Internacional de Dubái.

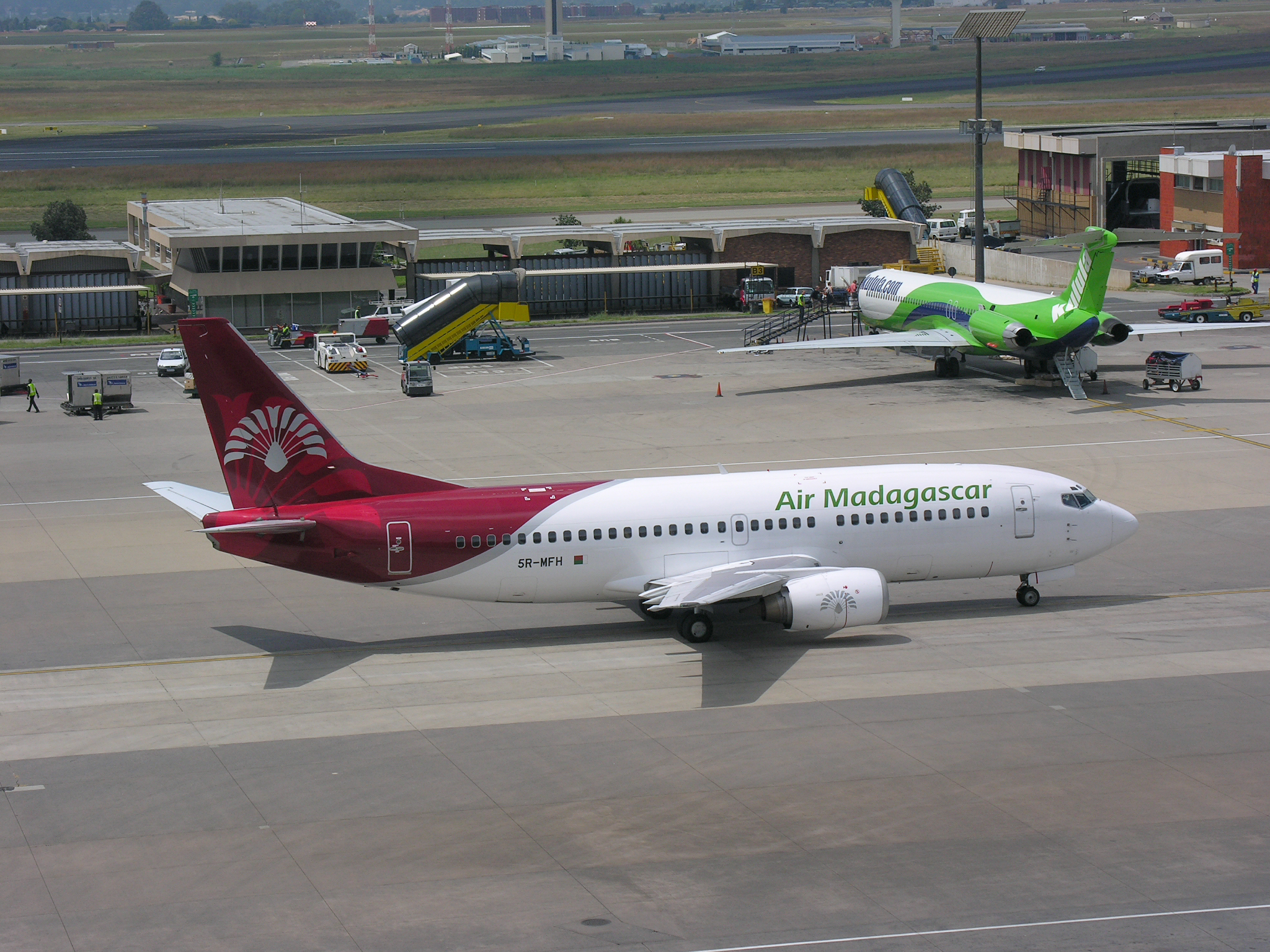
Boeing 737-3Q8 de Air Madagascar en el Aeropuerto Internacional de Johannesburgo.

Madagascar Airlines, antes denominada Air Madagascar, es la aerolínea nacional de Madagascar y su principal base de operaciones es el aeropuerto internacional de Antananarivo. Es la aerolínea que opera los servicios aéreos regulares desde Madagascar hacia Francia y varias rutas nacionales.

## Historia
La aerolínea se estableció en 1947, cambiando de nombre en abril de 1961 a Madair y a Air Madagascar el 1 de enero de 1962, e inició sus operaciones en 1953. Fue originalmente creada por el gobierno malgache en asociación con Air France con el nombre de Madair. En 1962, cambió su nombre por Air Madagascar. Durante los 80 y 90, Air Madagascar poseía entre otros aviones un Boeing 747. Luego de la contracción del negocio aeronáutico de principios de los 2000 la línea debió restructurarse. La empresa es propiedad del gobierno malgache (89,56%), inversores privados (6,95%) y Air France (3,48%). Tiene un personal de 1292 trabajadores.
En octubre de 2021, Air Madagascar, que se encuentra en suspensión de pagos, se fusionará con su subsidiaria Tsaradia para relanzarse y convertirse en Madagascar Airlines.

### Madagascar Airlines
En abril de 2023, las operaciones de Air Madagascar y su filial Tsaradia fueron absorbidas por Madagascar Airlines, cuyo AOC se obtuvo para servir como proceso de transición en los planes de reestructuración de ambas antiguas aerolíneas que se encontraban en proceso de quiebra.Las operaciones internacionales se suspendieron en noviembre de 2023 para centrarse en vuelos nacionales.

## Destinos
Air Madagascar opera 11 destinos nacionales en Madagascar y un único destino internacional, el Aeropuerto de París-Orly en Francia, operado por Corsair International.
| Países     | Destinos         | Aeropuertos                    |
| ---------- | ---------------- | ------------------------------ |
| Francia    | París            | Aeropuerto de París-Orly       |
| Madagascar | Antananarivo     | Aeropuerto Internacional Ivato |
| Madagascar | Antsiranana      | Aeropuerto de Antsiranana      |
| Madagascar | Isla Santa María | Aeropuerto de Santa Maria      |
| Madagascar | Mahajanga        | Aeropuerto de Majahanga        |
| Madagascar | Maroentsetra     | Aeropuerto de Maroanstsetra    |
| Madagascar | Morondava        | Aeropuerto de Morondava        |
| Madagascar | Nosy Be          | Aeropuerto Fascene             |
| Madagascar | Sambava          | Aeropuerto de Sambava          |
| Madagascar | Tôlanaro         | Aeropuerto de Tôlanaro         |
| Madagascar | Toamasina        | Aeropuerto de Toamasina        |
| Madagascar | Toliara          | Aeropuerto de Toliara          |

### Acuerdos de código compartido
Madagascar Airlines tiene acuerdos de código compartido con las siguientes aerolíneas:
- Air France (SkyTeam)
- Corsair International

## Flota

### Flota actual

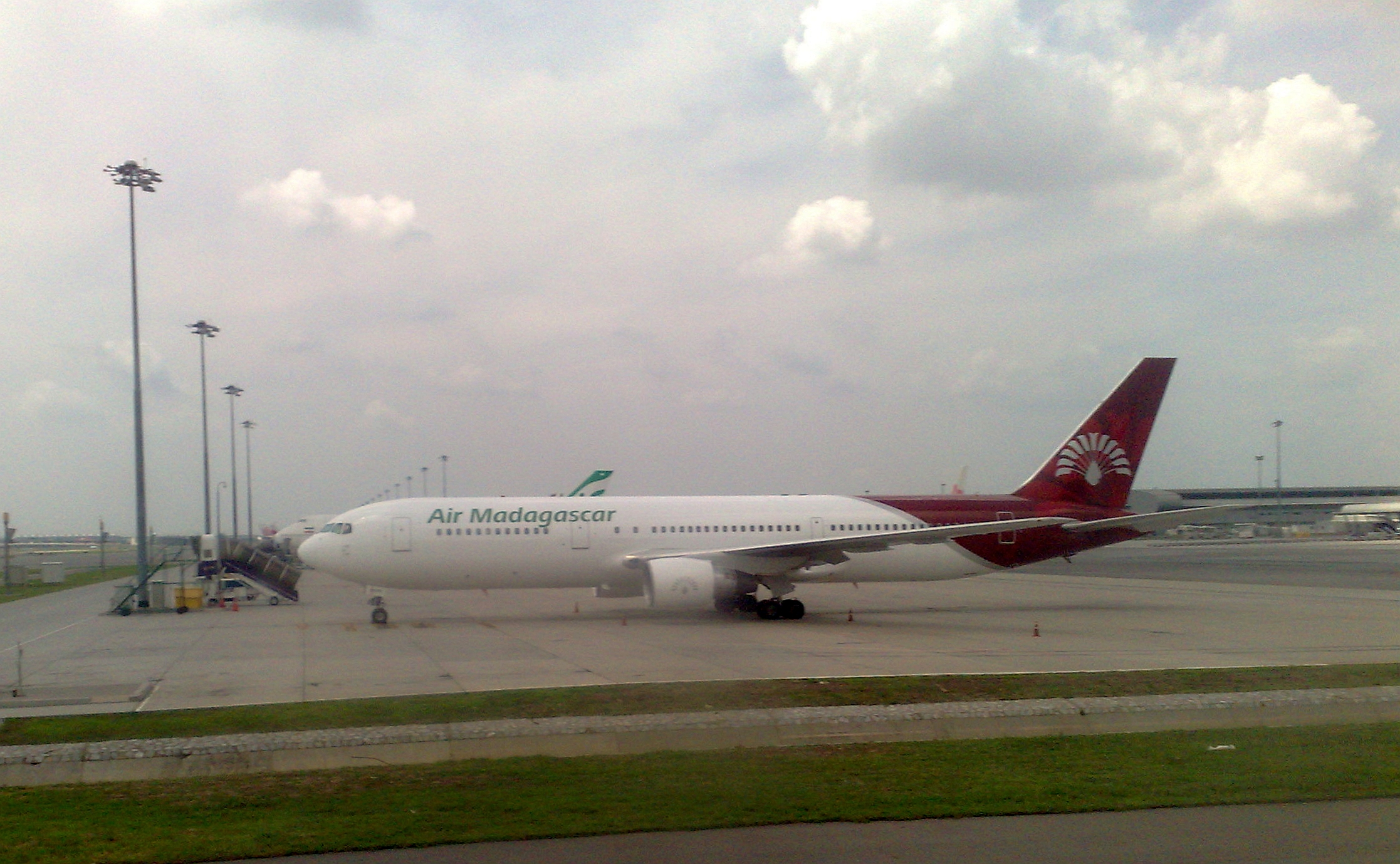
Un Boeing 767-300ER de Air Madagascar.

En la actualidad, Madagascar Airlines no opera aeronaves.Sí lo hace la filial regional, Tsaradia:
| Aeronaves                            | En servicio | Pedidos | Pasajeros (clase única)                            | Matrículas                                         | Antigüedad                                         |
| ------------------------------------ | ----------- | ------- | -------------------------------------------------- | -------------------------------------------------- | -------------------------------------------------- |
| ATR 72                               | 3           | —       | 70                                                 | 5R-EJA                                             | 9 años                                             |
| ATR 72                               | 3           | —       | 70                                                 | 5R-EJB                                             | 8,8 años                                           |
| ATR 72                               | 3           | —       | 70                                                 | 5R-MJF                                             | 21,6 años                                          |
| De Havilland Canadá DHC-6 Twin Otter | 1           | —       | 19                                                 | 5R-MGF                                             | 47,8 años                                          |
| Total                                | 4           | —       | Edad media de la flota (marzo de 2024): 21,8 años. | Edad media de la flota (marzo de 2024): 21,8 años. | Edad media de la flota (marzo de 2024): 21,8 años. |

### Flota histórica
| Aeronaves                            | Total | Introducido | Retirado | Matrículas |
| ------------------------------------ | ----- | ----------- | -------- | --- |
| Airbus A330-200                      | 2     | 2022        | 2023     | 9H-CFS y LY-MAC |
| Airbus A330neo                       | 1     | 2022        | 2022     | CS-TKY |
| Airbus A340-300                      | 2     | 2012        | 2021     | 5R-EAA y TF-EAB |
| ATR 42                               | 5     | 1997        | 2016     | 5R-MVU, 5R-MJC, 5R-MJD, 5R-MJG y 5R-MVT |
| Boeing 707                           | 2     | 1964        | 1979     | F-BHSK y F-BLCB (rrg. 5R-MFK) |
| Boeing 737-200                       | 2     | 1969        | 2004     | 5R-MFA y 5R-MFB |
| Boeing 737-300                       | 3     | 1994        | 2023     | 5R-MFH, 5R-MFI y 5R-MFL |
| Boeing 737-800                       | 1     | 2015        | 2021     | 5R-EBA |
| Boeing 747-200                       | 1     | 1979        | 2000     | 5R-MFT |
| Boeing 767-200                       | 1     | 2000        | 2003     | 5R-MFE |
| Boeing 767-300                       | 5     | 1998        | 2013     | 5R-MFC, 5R-MFD, 5R-MFF, 5R-MFG y 5R-MFJ |
| Boeing 777-200                       | 1     | 2011        | 2012     | CS-TFM |
| Boeing 787-8                         | 1     | 2021        | 2022     | ET-ARE |
| De Havilland Canadá DHC-6 Twin Otter | 7     | 1971        | 2018     | 5R-MGA, 5R-MGB, 5R-MCG, 5R-MGD, 5R-MGE, 5R-MGF y 5R-MVC                                                                                              |
| De Havilland DH.89 Dragon Rapide     | 5     | 1953        | 1968     | F-OAKF, F-OBIO (rrg. 5R-MAO), 5R-MAM, F-OBDV (rrg. 5R-MAN) y F-OAOS (rrg. 5R-MAP)                                                                    |
| Douglas DC-3                         | 10    | 1949        | 1976     | F-BGSE (rrg. 5R-MAH), F-BFGD, 5R-MAA, F-BFGU (rrg. 5R-MAG), 5R-MAI, F-OAYR (rrg. 5R-MAJ), F-BGSF (rrg. 5R-MAF), 5R-MAV, F-OBCT (rrg 5R-MAK) y 5R-MME |
| Douglas DC-4                         | 6     | 1963        | 1977     | 5R-MCO, 5R-MAC, 5R-MCM, 5R-MAU, 5R-MAD y 5R-MAE |
| Douglas DC-6                         | 1     | 1963        | 1963     | F-BGOB |
| Douglas DC-7                         | 2     | 1961        | 1964     | F-BIAQ y F-BIAR |
| Hawker Siddeley 748                  | 4     | 1979        | 2001     | 5R-MJS, 5R-MJA, 5R-MJB y 5R-MTI (rrg. 5R-MUT) |
| Nord 262                             | 2     | 1966        | 1975     | 5R-MCC y 5R-MCU |
| Piper PA-31 Navajo                   | 1     | 1990        | ??       | 5R-MLA |